# The Germs

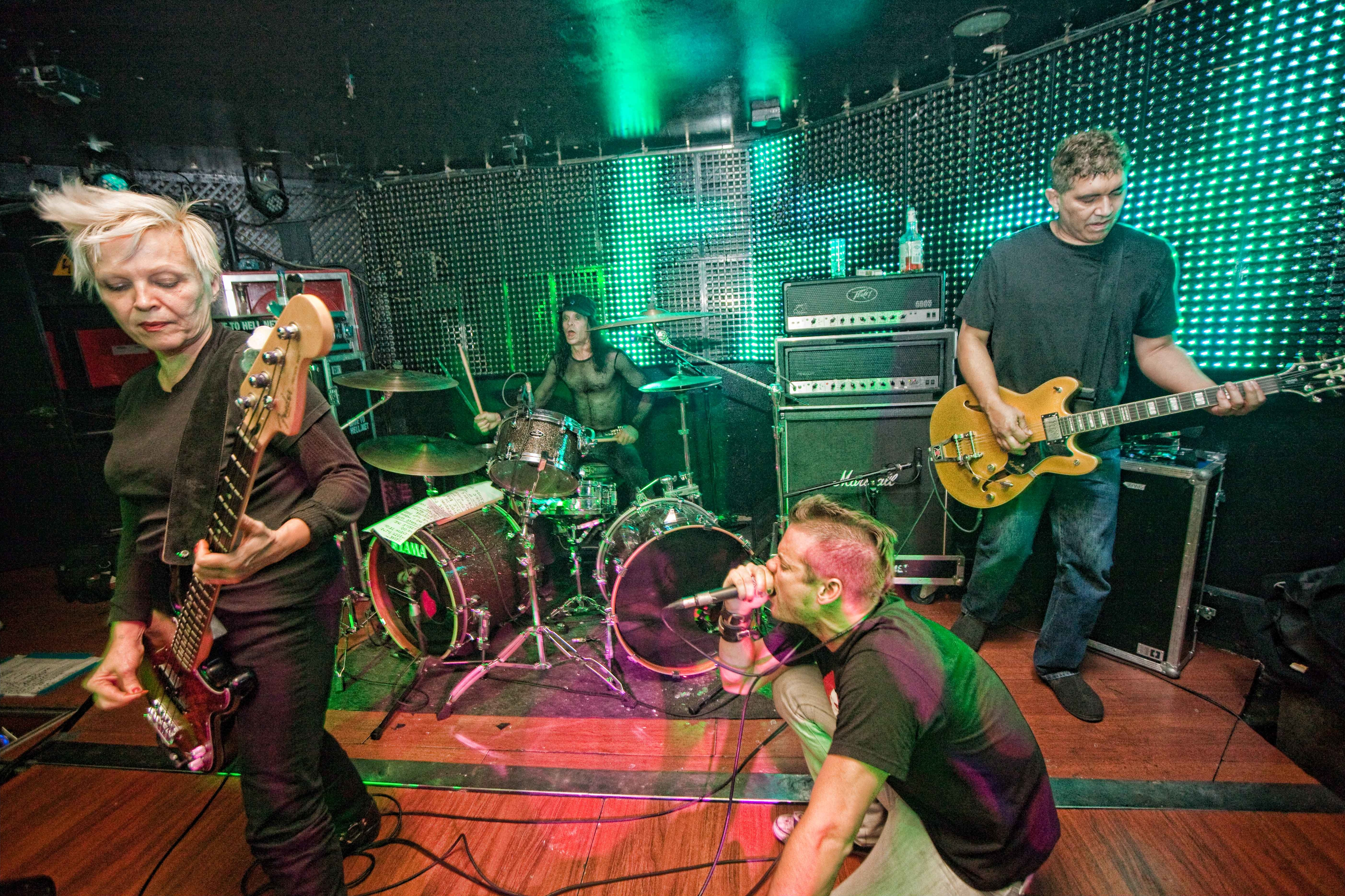
The Germs in 2009

The Germs is een Amerikaanse punkband uit Los Angeles. De band was actief tussen 1977 en 1980 en kwam in 2005 weer bijeen. De debuutsingle Forming wordt algemeen beschouwd als het allereerste hardcore-punknummer. 
Twee bandleden uit deze groep begonnen na het uiteenvallen van The Germs bij andere grote acts. Gitarist Pat Smear voegde zich in 1993 bij de grungeband Nirvana, tot aan de dood van zanger Kurt Cobain. Drummer Belinda Carlisle werd zangeres van de meidengroep The Go-Go's en had een succesvolle solocarrière toen haar groep uiteenviel. 

## Algemeen
De groep werd opgericht door zanger Darby Crash (echte naam: Paul Beahm) en Pat Smear. Verder bestond de groep uit Lorna Doom (basgitaar) en Belinda Carlisle (drums). Carlisle werd na ziekte vervangen door drummer Donna Rhia. Daarna begon de groep lokaal door te breken. 
Beahm en Smear zaten op de universiteit in Los Angeles, maar werden daar weggestuurd wegens onhandelbaar en agressief gedrag tegenover medestudenten en docenten. Het eerste optreden dat de band geeft vindt plaats in het Orpheum Theatre. De eigenaar van deze zaak had nog een optredende act nodig en The Germs boden zich aan om te komen spelen. De eigenaar wist echter niet wat hij in huis haalde, want op dat moment hadden The Germs nog geen repertoire. Op het podium maakten ze alleen een hoop lawaai met veel feedback en ruis. Na het vijf minuten te hebben aangezien haalde de eigenaar de groep van het podium, omdat de gasten wegliepen. 

## Verloop
The Germs werden beïnvloed door artiesten als Iggy Pop, Queen, Suzi Quatro en New York Dolls. In 1978 kwamen ze met de single Forming. Dit werd hun bekendste nummer binnen punkkringen en wordt niet alleen gezien als het eerste hardcorepunknummer, maar ook als het eerste 'echte' Amerikaanse punknummer. Met het debuutnummer is ook de toon gezet voor het geluid van de band: monotoon en uiterst agressief. 
De band stond bekend om zijn chaotische live-concerten. Zanger Darby Crash was vaak ladderzat of gebruikte drugs. Hij zong meer naast de microfoon dan erin en stond vaak kotsend op het podium. Een aantal keren is hij zelfs flauwgevallen tijdens een optreden. De overige bandleden deden niet voor hem onder. Dit excessieve podiumgedrag trok veel kijkers, die door 'mond-tot-mond-reclame'. Al snel kregen The Germs in Los Angeles een cultstatus.

## Platencontract
In Los Angeles was er echter ook een grote groep punkers die niets in The Germs zagen. Ze werden beschouwd als een grap en als een stel aanstellers, die muzikaal niets voorstelden. The Germs werden door deze groep dan ook volstrekt niet serieus genomen. 
Ondanks dit imago van de groep zag platenproducer Kim Fowley wel degelijk potentieel in de groep. Pat Smear was ondanks zijn drugsuitspattingen wel een getalenteerd gitarist en Darby Crash schreef volgens velen in zijn heldere momenten briljante teksten. Uiteindelijk wist de groep zelfs een heel album vol te krijgen, genaamd GI (1979). GI wordt door punkliefhebbers beschouwd als het eerste hardcorepunk album en heeft inmiddels een bijna mythische status gekregen.

## Einde en zelfmoord
Het succes van GI zorgde ervoor dat de druk te groot werd waardoor de band begin 1980 uit elkaar viel. Pat Smear en Darby Crash begonnen daarop samen de Darby Crash Band. Crash, die altijd al depressief was geweest, zakte nu nog verder weg en had het constant over zelfmoord. Pat Smear vertelde later in een interview dat Crash met het geld dat hij met zijn nieuwe band zou verdienen heroïne wilde kopen om een overdosis mee te nemen. Dit zei hij echter wel vaker en Smear deed dit af als een schreeuw om aandacht. 
Darby Crash maakte zijn woorden echter waar en maakte een einde aan zijn leven door middel van een overdosis heroïne op 7 december 1980. Hij deed dit samen met zijn vriendin, maar zij overleefde. Binnen de punkwereld werd geschokt op het overlijden van Crash gereageerd, omdat veel mensen dachten dat zijn rare gedrag een act van hem was. Niemand wist dat hij echt depressief was. 
Tragisch genoeg vertelde Crash dat hij hoopte dat zijn dood groot nieuws zou worden. De kranten besteedden er ook wel aandacht aan, maar dit werd erg overschaduwd door de moord op John Lennon in New York een dag later, wat in de kranten in Los Angeles veel groter nieuws was. De lokale radiostations berichtten per abuis dat Crash per ongeluk te veel slaappillen had genomen in plaats van de werkelijke doodsoorzaak te noemen. 

## Reünie
Nadat de band in 1993 een kleine oprisping heeft met een verzamelalbum komt de groep in 2005 weer bijeen. De zang is deze keer voor rekening van Shan Wreck. Pat Smear en Lorna Doom spelen weer op respectievelijk gitaar en basgitaar. De drumpartijen worden gedaan door Don Bolles, die in 2007 nog op het Amerikaanse nieuws verscheen doordat hij grote hoeveelheden drugs bij zich zou hebben.

## Overlijden Lorna Doom
Teresa Ryan bekend als Lorna Doom is 16 januari 2019 overleden.

## Albums
- GI (1979)
- What We Do Is Secret (1981)
- MIA (1993)